# إف-15 إيغل
إف - 15 إيغل طائرة مقاتلة، واحدة من أهم الطائرات المقاتلة التي ظهرت في الجزء الأخير من القرن العشرين. تمّ تصنيع أكثر من 1100 نموذج منها حتى عام 2008، صممت كي تكسب تفوق جوي فوق أرض المعركة للقوات الجوية الأمريكية. وتخطط الولايات المتحدة لابقائها بسلاحها الجوي حتى عام 2025م. كما صُدرَت إلى دول حليفة لأمريكا. ومن بين تلك الدول إسرائيل و السعودية واليابان. وأهم ما يميزها أنها طائرات بعيدة المدي ويمكنها الوصول إلى عمق أراضي العدو وضرب أهداف استراتيجية خلف خطوطه، ولقد ظهر هذا بحرب الخليج حينما نجحت طائرات اف-15 سعودية في إسقاط طائرتي ميراج عراقيتان كما نجحت في إسقاط طائرتين اف-4 فانتوم إيرانيتين أثناء الحرب العراقية الإيرانية فوق الخليج العربي بعد أن حاولتا اختراق المجال الجوي السعودي. F-15 SA

## اسقاط الأقمار الصناعية

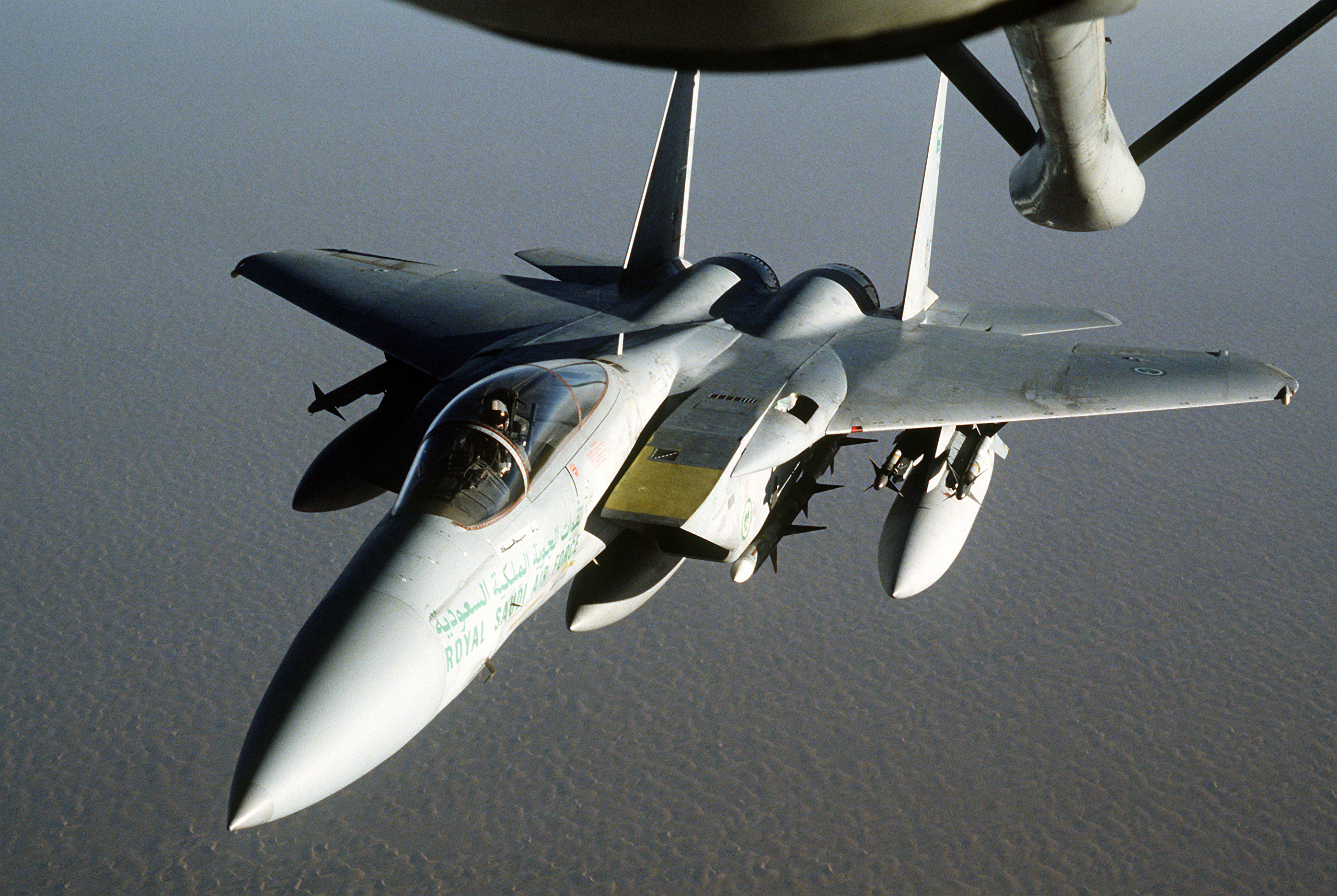
طائرة اف-15 تابعة للقوات الجوية الملكية السعودية وهي تقترب للتزود بالوقود من طائرة كي سي -135

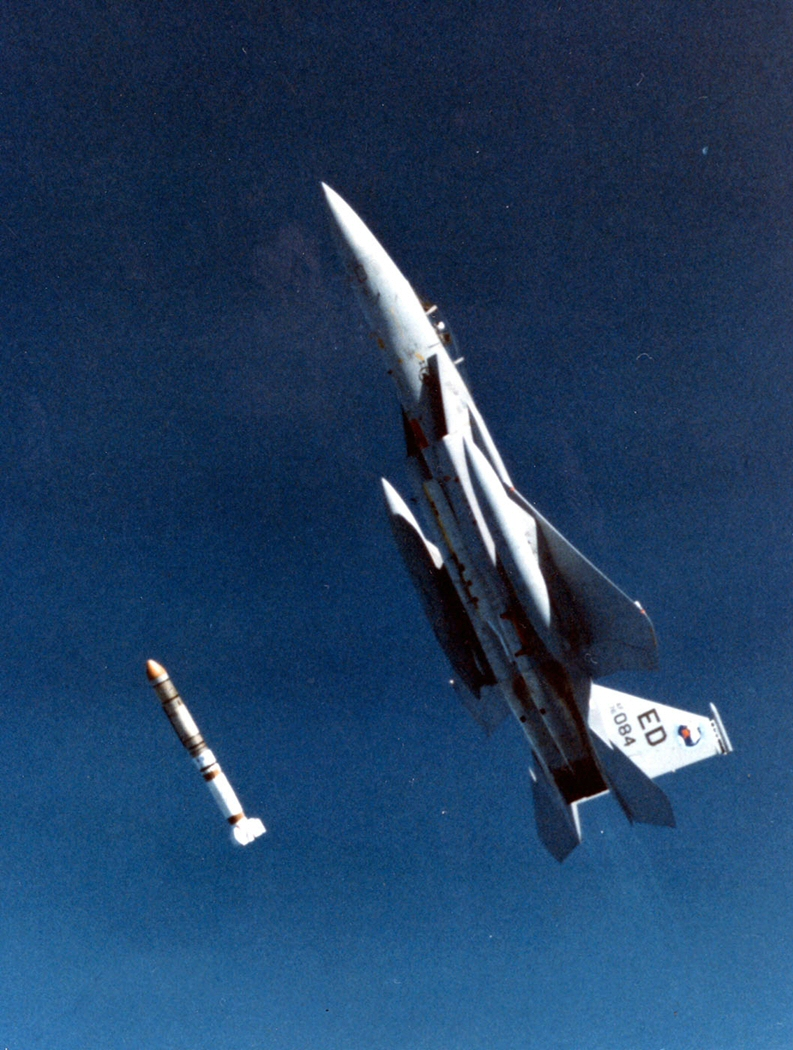

حيث استخدمت فيما بين يناير 1984 إلى سبتمبر 1986 طائرتين اف-A15 في إطلاق عدة صواريخ مضادة للاقمار الصناعية، فتم تعديل الطائرتين كي يصلحا لحمل صاروخ ايه اس ام-135 المضاد للاقمار الصناعية ليطلقاه على ارتفاع 11.6 كم بزاوية ميل 65° وبسرعة 1.2 ماخ وقد تم تدمير قمر صناعي أمريكي متقاعد بنجاح في الاختبار الثالث.

## الخصائص
- الطول: 19.43 م
- طول الجناح: 13.05 م
- الارتفاع: 5.63 م
- مساحة الجناح : 56.5 م²
- اقصي ارتفاع: 20 كم
- الوزن الخالي: 12700 كجم
- الوزن الإجمالي: 20200 كجم
- الوزن عند الإقلاع: 30845 كجم
- اقصي سرعة : 2.5 ماخ (2660 كم/س)
- المدي : 5550 كم مع 3 خزانات وقود اضافية
- نصف قطر الاشتباك : 1967 كم
- التكلفة : 28-30 مليون دولار تقريبا (1998)

## مستخدمون
الولايات المتحدة
- تشغل القوات الجوية الأمريكية 168 طائرة من طراز F-15C و 18 طائرة من طراز F-15D اعتبارًا من منتصف عام 2022.[5][6]
- تقوم وكالة ناسا حاليًا بتشغيل طائرة (F-15B #836) كقاعدة اختبار لمجموعة متنوعة من تجارب أبحاث الطيران[7] وطائرتين من طراز F-15D (#884 و 897#) لدعم الأبحاث وإتقان مهارات الطيران.[8] استخدمت وكالة ناسا في الماضي طائرة (F-15 B #835) لاختبار نظام التحكم في المحرك الرقمي المتكامل (HIDEC) في قاعدة إدواردز الجوية عام 1988.[9][10]

 السعودية
- لدى القوات الجوية الملكية السعودية 211 مقاتلة من طراز(F-15 (C / D / SA قيد الإستخدلم اعتبارًا من عام 2022.[11]

 اليابان
- تشغل قوة الدفاع الذاتي الجوية اليابانية 200 مقاتلة من طراز ميتسوبيشي إف-15 جيه (Mitsubishi F-15J) و

وطائرات من طراز F-15DJ تم إنتاجها بموجب ترخيص من شركة ميتسوبيشي للصناعات الثقيلة المحدودة.
 إسرائيل
- يتم استخدام طائرات F-15 من قبل القوات الجوية الإسرائيلية منذ عام 1977. تمتلك القوات الجوية الإسرائيلية 84 طائرة من طراز (F-15 (A / B / C / D / I في الخدمة اعتبارًا من عام 2022.[11]

## وصلات خارجيّة
- موقع جلوبال سكيورتي.